# ود الركين

## الموقع
تقع ملاصقة للضفة الشرقية لنهر الدندر ، وتبعد حوالي 55 كلم من محافظة سنار  وحوالي 30 كلم عن مدينة الفاو  وتقع بين مشروعي الرهد و السوكي .

## التأسيس
تأسست على يد الشيخ طه الركين  في العام 1888 . وتقطنها قبائل العقليين العركيين والحلاوين والحمر .

## النشاط السكاني والاقتصادي
- التجارة
- الرعي
- الزراعة المطرية

يبلغ تعداد السكان  حوالي 12000 .

## منشآت خدمية
- 1964 إنشاء أول مدرسة مختلطة
- نقطة شرطة العام 1988
- محكمة أهلية
- مسجد محمد أحمد الركين
- مستشفي  ريفي